# 鹿沼由理恵
鹿沼 由理恵（かぬま ゆりえ、1981年5月20日-）は、日本の自転車競技選手。2010年バンクーバーパラリンピック日本代表。2016年リオデジャネイロパラリンピック日本代表。専門は自転車競技（ポジション/クラスタンデム（視覚障がい）ストーカーBクラス・クロスカントリースキー自転車競技）。

## 経歴
1981年5月生まれ。東京都町田市出身。
生まれつき視覚障害（弱視）。
都立文京盲学校卒。25歳でノルディックスキー距離（クロスカントリー）に出会い、2008年から本格的に競技を始める。
2010年バンクーバーパラリンピックではクロスカントリースキー競技で5位に入賞。その後、自転車競技に転向した。
2016年、2016年リオデジャネイロパラリンピックの代表に内定されるも、大会が始まる前に腕が徐々に感覚がなくなり、末梢神経麻痺がおこった。しかし「治療すると代表の可能性がなくなる」と言われ、痛み止めを飲んでパラリンピックに臨んだ。そのパラリンピックではパイロットの田中まいとともに自転車競技女子タンデム個人ロードレース・タイムトライアルクラスBに出場し銀メダルを獲得。その功績を称えられ、同年に町田市の市民栄誉賞を受賞した。なお、左腕はその後2018年に切断した。　
2020年東京オリンピックでは聖火ランナーを務め、2021年7月9日に東京を走った
。

## 主な成績
2015
- トラック世界選手権　3km個人パシュート2位　タンデムスプリント3位[1]
- ロード世界選手権　ロードレース8位[1]
- ジャパンパラサイクリングカップ　1kmタイムトライアル1位　ロードタイムトライアル　3位[1]

パラリンピック成績
2016年リオデジャネイロパラリンピック　
- ロードタイムトライアル　銀メダル[1]
- 1kmタイムトライアル　5位　パシュート　6位　[1]

2010年バンクーバーパラリンピック
- クラシカル女子５km（ ビジュアリーインぺ アード）8位[1]